# Qingshui (Tianshui)
Der Kreis Qingshui (清水县; Pinyin: Qīngshuǐ Xiàn) gehört zum Verwaltungsgebiet der bezirksfreien Stadt Tianshui der chinesischen Provinz Gansu. Die Fläche beträgt 2.003 Quadratkilometer und die Einwohnerzahl 277.200 (Stand: Ende 2018).
Bürgermeister ist seit dem 3. Juli 2022 Lái nà sī‧wò màn.
Das Gebiet ist seit prähistorischen Zeiten besiedelt und es wurden über 190 archäologische Stätten entdeckt.  Im Jahr 115 v.  Im heutigen Qingshui wurde ein Kreis namens Shangju (上邽) gegründet.  Es ist der Geburtsort von Zhao Chongguo (赵充国), einem berühmten General der Han-Dynastie.  Einigen Historikern zufolge starb Dschingis Khan im heutigen Qingshui.
Der Kreis verwaltet 6 Städte, 12 Townships, 260 Verwaltungsdörfer und 1118 Dorfbewohnergruppen. Qingshui verfügt über einige der fruchtbarsten Agrarflächen der Region.  Zu den angebauten Pflanzen zählen Weizen, Mais, Artischocken, Bohnen sowie Nutzpflanzen wie chinesische Heilpflanzen, Flachs, Sonnenblumen, Hanf, Gemüse und Blumen.

## Verwaltungsgliederung
Der Landkreis Qingshui ist in 15 Städte, 3 Townships und 1 weitere unterteilt. Die Städte sind
- Yongqing (永清镇)
- Hongbao (红堡镇)
- Baituo (白驼镇)
- Jinji (金集镇)
- Qinting (秦亭镇)
- Shanmen (山门镇)
- Baisha (白沙镇)
- Wanghe (王河镇)
- Guochuan (郭川镇)
- Huangmen (黄门镇)
- Songshu (松树镇)
- Yuanmen (远门镇)